# ギリアド・サイエンシズ
ギリアド・サイエンシズ（英: Gilead Sciences, Inc.）は、アメリカ合衆国カリフォルニア州フォスターシティに本社を置く、世界第2位の大手バイオ製薬会社である。治療薬の発見、開発と商品化を行っている。1987年の創業以来、HIV、B型肝炎、C型肝炎、インフルエンザといった感染症治療のための抗ウイルス剤開発を事業の中心としている。

## 概要
1987年、オリゴゲン (Oligogen) として、薬学博士のMichael L. Riordanにより設立。現在の社名は、カンラン科のハーブのバーム・オブ・ギリアドより。
日本法人は2012年に設立された。
抗インフルエンザ薬のオセルタミビルの世界独占特許権を保有している。1996年に開発し、スイスの製薬会社ロシュ社にライセンス供与している（同社から、商品名「タミフル」として発売されている）。また、アメリカ食品医薬品局は、同社開発の経口抗レトロウイルス薬エムトリシタビン・テノホビル ジソプロキシルフマル酸塩配合錠の「ツルバダ（Truvada）」を、エイズウイルス（HIV）への感染を予防する薬として世界で初めて承認した。
また、C型肝炎の経口治療薬ソホスブビル（ソバルディ錠400mg）及びソホスブビルとレジパスビルの合剤（ハーボニー配合錠）を開発し、世界的に支持を広げている。前者は日本で承認され、2015年5月に薬価収載となり、同社が日本で初めて発売する商品となった。後者も同年7月3日に承認された。
アメリカ合衆国の政治家ドナルド・ラムズフェルドが、1997年1月から国防長官に就任する2001年まで会長を務めていたことでも知られる。